# Geonosis
Geonosis je jméno fiktivní planety ve světě Star Wars. Její povrch je pokrytý souvislou pouští s vysokým obsahem železa. Domovskou rasou jsou zde Geonosiané. Budovy jsou stavěné jako velké dómy v jeskyních, připomínající obrovské domovy termitů. Žije zde řada nebezpečných tvorů, kteří jsou někdy odchytávání pro boje v arénách. Planeta má prstence tvořené asteroidy, poté co jeden jeho měsíc rozbila kometa, na orbitě krouží také řada trosek. Zástupcem planety byl během klonových válek Poggle Nižší.
Průmysl je specializován na výrobu droidů. Několik obrovských továren dodávalo ozbrojené síly pro Darth Sidiouse. Vynalezli se zde super bitevní droidi a také zde byly navrženy plány na Hvězdu smrti. Po porážce separatistů v bitvě o Geonosis (první bitva klonových válek) utekl Hrabě Dooku s plány na Coruscant, kde zůstaly v bezpečí. Planetu pak obsadila Galaktická republika.